# Lagonda 2.6-Litre

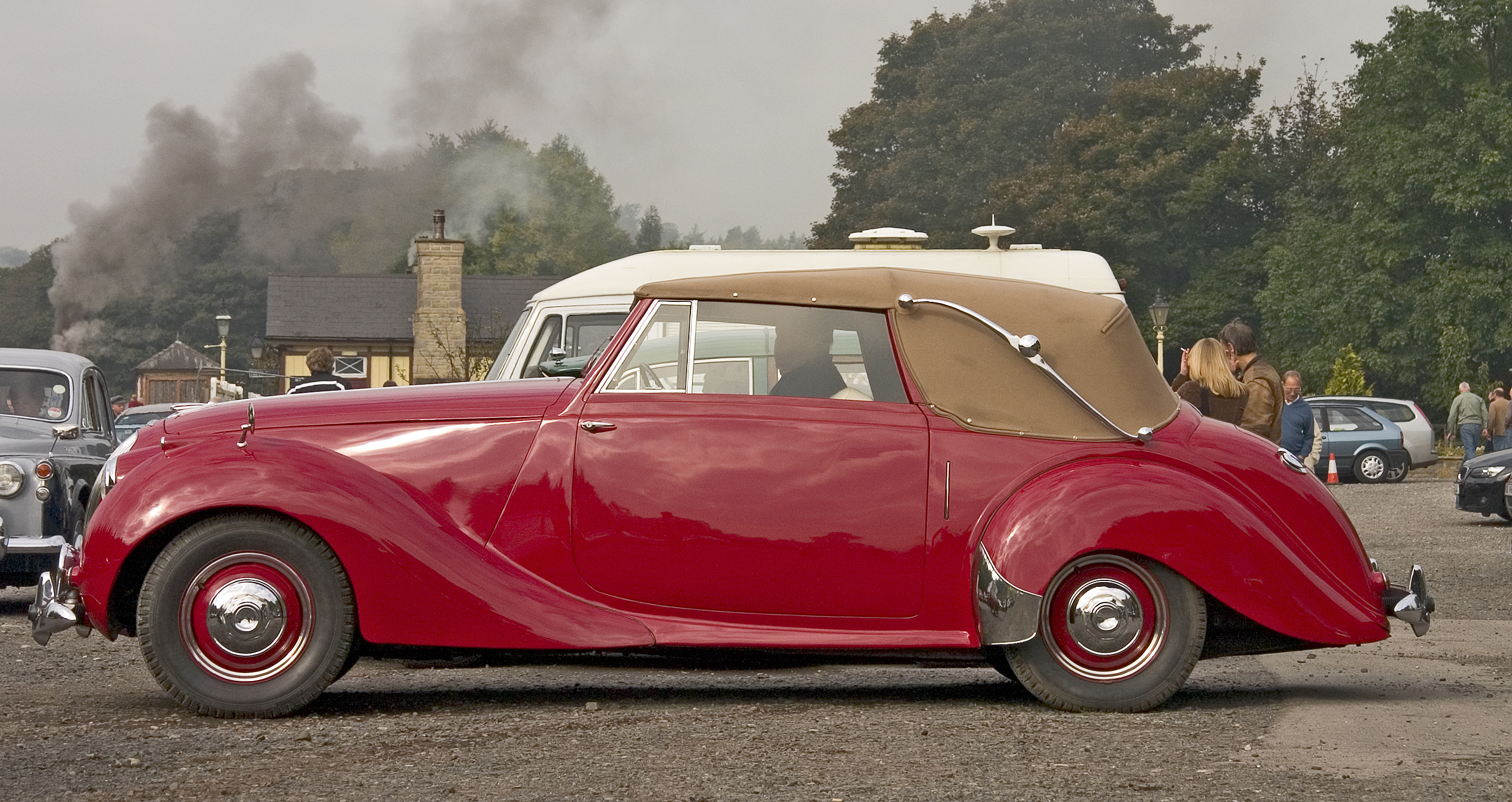
Drophead Coupe feito pela Tickford.

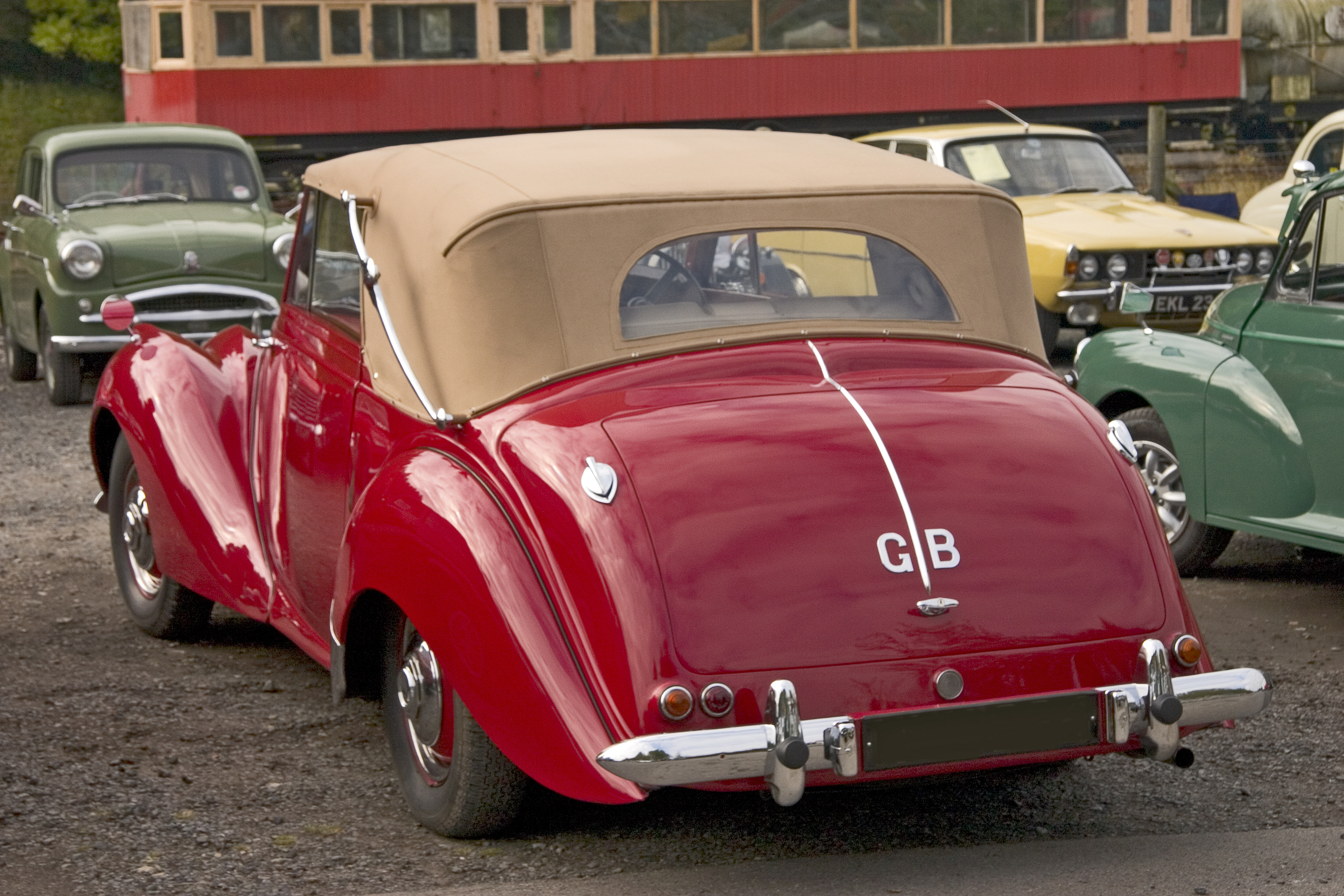
Parte traseira do carro.

O Lagonda 2.6-Litre foi o primeiro automóvel produzido pela Lagonda depois da sua compra por David Brown, o dono da Aston Martin, em 1947. O seu nome foi dado ao motor de seis cilindros em linha de alta tecnologia que foi introduzido com o carro. O motor Lagonda de seis cilindros em linha foi desenhado por Walter Owen Bentley e iria propulsionar a nova companhia-mãe da Lagonda, a Aston Martin, para a fama.
O 2.6-Litre era um carro maior que os Aston Martins e estava disponível como um carro fechado de quatro portas ou o descapotável de duas portas "Drophead Coupé" de 1949, com ambos quatro lugares. A carroçaria do descapotável foi feita pela Tickford, que naquela altura não fazia parte da Aston Martin. Uma versão Mark II apareceu em 1952, apenas em forma fechada, com a potência do motor aumentada para 125 cv.
O carro foi vendido razoavelmente bem, apesar de ser um carro caro e de ser lançado logo após a guerra,  com 510 exemplares feitos quando a produção acabou em 1953.
O carro tinha um chassis separado e suspensão totalmente independente usando molas à frente e barras de torção atrás. Na introdução acreditava-se que seria o único carro britânico de suspensão inteiramente estalada. Os travões Lockheed tinham tambores de 305 mm à frente e de 279 mm atrás.
Uma versão descapotável foi testada pela revista The Motor em 1949 e tinha uma velocidade máxima 145.2 km/h. As emissões de combustível eram de 17L aos 100 km.